# Енем
Ене́м (рос. Эне́м; адиг. Инэм, трансліт. Inem) — селище міського типу в Тахтамукайському районі Адигеї.
Населення — 18 161 осіб (2012).
Автотраса Краснодар (10 км, через Яблоновський) — Новоросійськ. Залізничний вузол: Краснодар — Кримськ, гілка на Туапсе.
Аеропорт Краснодар (Енем).